# 固山宗次
固山 宗次（こやま むねつぐ、享和3年（1803年） - 没年不明）は、江戸時代の刀工。通称は宗兵衛。号は一専斎、精良斎。受領名は備前介。時代区分では新々刀にあたる。
陸奥国白河（現 福島県白河市）に生まれる。兄は同じく刀工の固山宗平（こやま むねひら）。
白河藩主であった久松松平家のお抱え刀工となり松平定信に仕えたとする説もあるがこれは誤り。丸山栄一氏の研究によれば、固山家は町鍛冶で、抱え鍛冶ではなかったという。文政6年（1823年）に松平家は桑名藩へ転封となったが、宗次はしばらく白河に留まり、文政12年（1829年）頃に伊勢国桑名（現 三重県桑名市）に移ったが、仕官はならず。尾張に滞在した後、天保初年に江戸へ出た。
天保2年（1831年）から5年（1834年）までの作に「於江都」と添銘を切っており、江戸での鍛刀していたようである。加藤綱英の門をたたくが、当時綱英は乱心して引退していた。そこでその弟長運斎綱俊が師事した。そして試刀家で犬山城主成瀬家の家臣伊賀乗重や山田浅右衛門と交流。よく切れて、しかも美しい刀の鍛造を目指した。得意としたのは備前伝と美濃伝。そして天保八年二月ごろまでに桑名藩工に迎えられた。これは小島つとむ氏の『刀剣美術』２００２年１月号の論文に詳しい。
弘化2年（1845年）、桑名臣として備前介を受領する。
没年は不明だが「明治三年」と銘が切られた作があることから、明治3年（1870年）以降の明治初期に没したようである。
作風は備前伝を得意としており、初期作は特に華やかな丁子乱れが多く、後期作には互の目乱れの穏やかな作風もある。彼の他工にはない特色は刃縁に荒沸が一切つかないこと。これは宗次の最大の長所である。
弟子に泰龍斎宗寛などがいる。息子の宗一郎が二代目宗次を襲名した。